# Чагин, Николай Иванович
Николай Иванович Чагин (1831—1915) — русский военный деятель, генерал от артиллерии (1903).

## Биография
В службу вступил в 1850 году после окончания Полоцкого кадетского корпуса и Дворянского полка произведён в прапорщики. В 1853 году произведён в подпоручики и переименован в прапорщики гвардии. В 1855 году после окончания Михайловской Артиллерийской академии по 1-му разряду произведён в подпоручики гвардии с назначением репетитором Павловского кадетского корпуса.  В 1859 году произведён в поручики гвардии, в 1863 году в штабс-капитаны гвардии.
В 1864 году произведён в капитаны гвардии с назначением заведующем Ижевского железокопного завода.  В 1865 году произведён в полковники гвардии. С 1866 года совещательный член, а с 1875 года постоянный член  Артиллерийского комитета Главного артиллерийского управления. С 1869 года делопроизводитель Исполнительной комиссии по перевооружению армии.
В 1875 году произведён в генерал-майоры с назначением начальником 4-го окружного отделения Главного артиллерийского управления. В 1885 году произведён в генерал-лейтенанты, в 1903 году в генералы от артиллерии. Свыше 10 лет (с 1883 года) он наряду с основной службой состоял председателем Опытной комиссии по испытанию магазинных ружей, которая досконально исследовала большое количество зарубежных образцов и отечественных разработок магазинного оружия. Именно работа в этой комиссии привела одного из её членов С. И. Мосина к выводам о наилучшей конструкции магазинной винтовки, сочетавшей в себе многие оценённые им достоинства и избегавшей многочисленные недостатки.
После кончины прах перевезен супругой в имение Знаменское Великолуцкого уезда (ныне д. Минкино Новосокольнического района Псковской области), где захоронен в склепе. Прах генерала был обнаружен на огородах, которые появились после войны на территории старинного погоста, и торжественно перенесен в г. Новосокольники 2 августа 2013 года, к стенам Свято-Никольского храма.

## Награды
- Орден Святого Станислава 3-й степени (1862)
- Орден Святого Станислава 2-й степени (1866)
- Орден Святого Владимира 4-й степени  (1867)
- Орден Святой Анны 2-й степени с Императорской короной (1871)
- Орден Святого Владимира 3-й степени  (1873)
- Орден Святого Станислава 1-й степени (1879)
- Орден Святой Анны 1-й степени  (1883)
- Орден Святого Владимира 2-й степени  (1888)
- Орден Белого орла  (1891)
- Орден Святого Александра Невского  (1896)
- Особая Монаршая благодарность  (1897)[3]